# 芝田進午
芝田 進午（しばた しんご、男性、1930年3月26日 - 2001年3月14日）は、日本の哲学者・社会学者。

## 来歴・人物
金沢市出身。第四高等学校を経て、東京大学文学部哲学科を卒業、法政大学助教授、67年教授、76年広島大学教授、86年唯物論研究協会委員長。93年定年退官、名誉教授、聖泉短期大学教授。
基本的にマルクス主義の立場に立って、資本制社会の理論的分析のほか、ベトナム解放戦争、原水爆廃絶運動、労働問題、バイオハザード問題などさまざまな社会問題を熱心に研究し、社会運動にも積極的にかかわった。平和運動家のアリス・ハーズとの文通もあり、その著作の翻訳により彼女の日本での存在を有名にした。2001年、胆管癌により死去。
日本共産党の党員であった。

## 著作
- 『人間性と人格の理論』青木書店　1961年
- 『現代の精神的労働』三一書房　1962年　増補版　1966年
- 『われ炎となりて』弘文社　1966年
- 『ベトナムと思想の問題』青木書店　1968年
- 『ベトナム日記　アメリカの戦争犯罪を追って』新日本出版社　1969年
- 『ベトナムと人類解放の思想』大月書店　1976年
- 『現代の課題1 核兵器廃絶のために』青木書店　1978年
- 『現代の課題2 現代民主主義のために』青木書店　1978年
- 『実践的唯物論の根本問題』青木書店　1978年
- 『科学=技術革命の理論』青木書店　1979年
- 『現代民主主義と社会主義』青木書店　1982年
- 『核時代』青木書店　1987年
- 『人生と思想』青木書店　1989年
- 『戦争と平和の理論』勁草書房　1992年
- 『実践的唯物論への道　人類生存の哲学を求めて』青木書店　2001年

## 編著
- 『公務労働　現代に生きる自治体労働者』自治体研究社　1970年
- 『現代革命とマルクス主義哲学』上下　青木書店　1970年
- 『人間の権利　アメリカ革命と現代』大月書店（国民文庫）　1977年
- 『医療労働の理論』青木書店　1977年
- 『マルクス主義研究年報』1-4　合同出版　1977年-1980年。『社会科学研究年報』と改題、5-9　1981年-1986年
- 『教育をになう人びと　学校教職員と現代民主主義』青木書店　1980年
- 『公務労働の理論』青木書店　1982年
- （共編）『反核・日本の音楽 ノーモア・ヒロシマ音楽読本』汐文社　1982年
- 『現場からの職業案内　学生諸君！君たちはどう生きるか』有斐閣　1983年
- 『芸術的労働の理論』青木書店　1983-84年
- 『協同組合で働くこと　協同組合運動の現実と展望』労働旬報社　1987年
- 『生命（いのち）を守る方法　バイオ時代の人間の権利』晩声社　1988年
- 『生物災害（バイオハザード）を防ぐ方法　バイオ時代の人間の権利２』晩声社　1990年
- 『バイオ裁判　バイオ時代の人権と予研裁判』晩声社　1993年

## 翻訳
- （編訳）アリス・ハーズ『ある平和主義者の思想』岩波新書　1975年
- （編訳）アリス・ハーズ『われ炎となりて』青木文庫　1975年
- （立花誠逸との共訳）ジョン・サマヴィル『核時代の哲学と倫理　人類の生存のために』青木書店　1980年

## 関連文献
- 芝田進午さんを偲ぶ会編『芝田進午の世界　核・バイオ時代の哲学を求めて』　桐書房　2002年